# Eparchie Jbeil
Die Eparchie Jbeil (lat.: Eparchia Bybliensis Maronitarum) ist eine im Libanon gelegene Eparchie der maronitischen Kirche mit Sitz in Byblos.

## Geschichte
Die Eparchie Jbeil wurde am 9. Juni 1990 durch Papst Johannes Paul II. errichtet.

## Bischöfe der Eparchie Jbeil
- Béchara Raï OMM, 1990–2011, dann Maronitischer Patriarch von Antiochien
- Michel Aoun, seit 2012